# 工分娱乐公共有限公司
工分娱乐公共有限公司（英語：Workpoint Entertainment Public Company Limited）是一家泰国媒体公司。工分娱乐与其子公司从事影视开发制作、活动管理、应用程序开发、活动营销等业务。由潘亚·尼伦婫与普拉帕斯·绸萨拉侬一同于1989年创立，并于2004年在泰国证券交易所挂牌上市。

## 外部链接

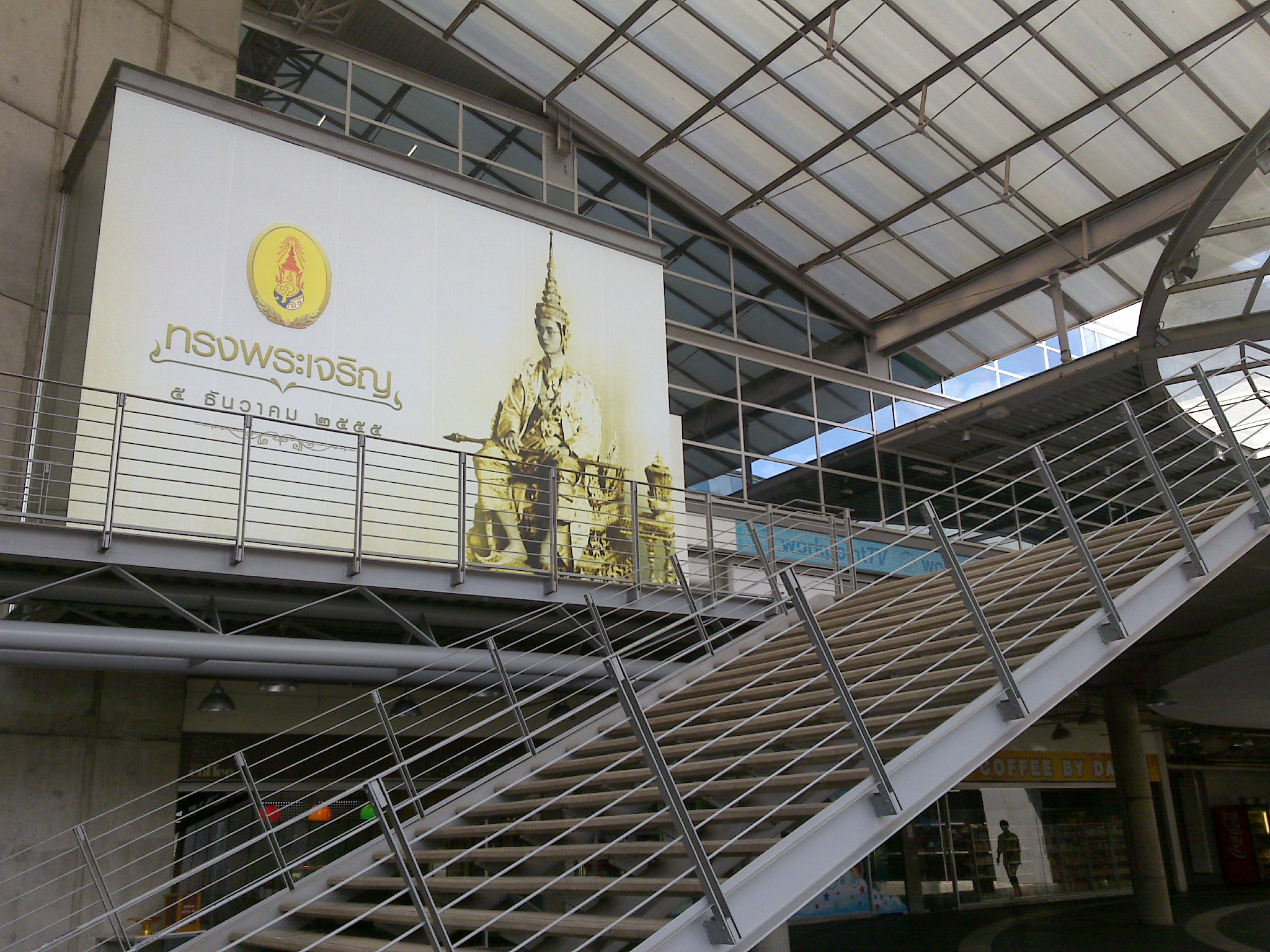
工分娱乐公共有限公司的工作室。